# Bozzano
Bozzano é uma marca brasileira de higiene e beleza para o mercado masculino. Em sua história, a marca sempre se dedicou ao público masculino, sendo pioneira em Espuma e Gel de Barbear. Empresa criada e fundada pelo Sr. Mario Mussio Bozzano e sua esposa Maria Francisca Bozzano.
Durante muitos anos deteve-se apenas na produção de produtos destinados ao barbear, com exceção de lâminas, nicho estreado em 2007 enquanto ainda pertencia à Revlon. A empresa Hypermarcas adquiriu a Bozzano em julho de 2008 por 104 milhões de dólares, dentre outras marcas da Revlon no Brasil.
Atualmente a marca destaca-se no mercado nacional de produtos fixadores para cabelo destinados ao público masculino e mantém a liderança no mercado de barbear. Além dessas categorias, a marca oferece Desodorante Antitranspirante.
No ano de 2014 a marca passou por uma profunda renovação de identidade que permitiu focá-la com maior amplitude em diversos nichos do mercado de cosméticos masculinos no Brasil e na América Latina.
No ano de 2015 a Hypermarcas vende toda Linha de Cosméticos para empresa Francesa Coty, sendo que toda a Linha Bozzano passa a ser da Francesa Coty.